# Frederiksberg Tekniske Gymnasium
Frederiksberg Tekniske Gymnasium (også kaldet Frederiksberg HTX) er det tekniske gymnasium beliggende på Frederiksberg, nærmere bestemt Stæhr Johansensvej 7.
Gymnasiet er en del af Teknisk Erhvervsskole Center (TEC).

## Ekstern henvisning
- Gymnasiets hjemmeside Arkiveret 28. juli 2020 hos  Wayback Machine

| Skole | Spire Denne artikel om en skole, en uddannelsesinstitution eller uddannelse er en spire som bør udbygges. Du er velkommen til at hjælpe Wikipedia ved at udvide den. |

|  | Denne artikel om en bygning eller et bygningsværk kan blive bedre, hvis der indsættes et (bedre) billede. Du kan hjælpe ved at afsøge Wikimedia Commons for et passende billede eller lægge et op på Wikimedia Commons med en af de tilladte licenser og indsætte det i artiklen. |

55°40′57″N 12°31′11″Ø / 55.68250°N 12.51972°Ø